# Джироемон Кимура
Джироемон Кимура (на японски: 木村 次郎右衛門) е японски суперстолетник. Той е най-дълголетният проверен мъж в световната история и първият, и за сега единствен, за когото е доказано, че доживява до 116 години.

## Биография
Джироемон Кимура е роден на 19 април 1897 г. в рибарското селище Камиокава, Япония. Умира от естествена смърт на 12 юни 2013 г., на възраст 116 години и 54 дни.
След смъртта на 113-годишния Джеймс Сиснет от Барбадос на 23 май 2013 г., той е последният оцелял мъж в света роден през 19 век.
Също така на 2 януари 2013 г. влиза в топ 10 на най-старите хора в света за всички времена.
- За периода от 14 април 2011 г. до 12 юни 2013 г. е признат от Гинес за най-стария живеещ мъж в света.
- От 19 юни 2009 до 12 юни 2013 г. е най-старият живеещ мъж в Япония.
- От 2 декември 2011 до 12 юни 2013 г. е най-старият живеещ човек в Япония.
- От 17 декември 2012 до 12 юни 2013 г. е признат от Гинес за най-стария живеещ човек в света.

На 28 декември 2012 г. на възраст 115 години и 253 дни, надминавайки Кристиян Мортенсен (1882 – 1998), Джироемон Кимура става най-старият мъж в световната история, чиято възраст е проверена и документирана по международните стандарти на Гинес и Дружеството по Геронтология.

### Ранни години и образование
Джироемон Кимура е роден на 19 април 1897 г. в рибарското селище Камиокава. Третото от 6 деца на фермерите Моризо и Фуза Мияке.

### Брак и Кариера
През 20-те години на 20 век работи като комуникационен работник в тогавашната японска колония Корея.
Жени се за Яае Кимура (1904 – 1978).
Пенсионира се през 1962 г., на възраст 65 години, след като е работил като пощенски служител в продължение на 45 години.

### Личен живот
Четирима от родствениците на Кимура са починали на повече от 90 годишна възраст, а неговият най-малък брат е починал на 100 годишна възраст.
Кимура има 7 деца – 5 от които живи,14 внуци – 13 от които живи, 25 правнуци и 14 праправнуци.
Кимура е здрав и активен, преписва дълголетието си на хранене на малки порции.
Кимура живее в Киотанго, префектура Киото, Япония с вдовицата на най-големия си син (84), и вдовицата на внука си, която е на 60.
Умира от естествена смърт на 12 юни 2013 г., на възраст 116 години и 54 дни.